# Доготарь, Александр Николаевич
Александр Николаевич Доготарь (1 августа 1924, Мендикауци — 29 сентября 1994) — советский и украинский педагог, общественный деятель, Почётный гражданин города Черновцы.

## Биография
Родился 1 августа 1924 года в селе Мендикауци (ныне село Алексеевка) в семье крестьянина Николая Петровича Доготаря.
По окончании начальной школы учился в Ясской учительской семинарии (Румыния).
После вхождения Бессарабии и Северной Буковины в состав СССР поступил учиться в Черновицкое педучилище, где был принят в члены ВЛКСМ.
В 1941 году эвакуировался в Харьковскую область, село Новоосиново, и работал в совхозе. В октябре 1941 добровольно вступил в ряды Красной армии и в составе 126-го полка воевал против немецко-фашистских захватчиков. Во время войны был тяжело ранен и уволен из армии в 1942 году. В это время работал счетоводом и секретарём первичной комсомольской организации в колхозе имени Тельмана Купянского района.
В 1945 году учился на подготовительных курсах при Черновицком государственном университете и поступил на первый курс физико-математического факультета.
Будучи студентом университета, принимал активное участие в его общественной жизни: работал председателем профбюро физмат факультета, членом комитета комсомола университета, агитатором.
В 1948—1952 годах работал завучем и учителем математики Банковской и Черленовской школ Новоселицкого района и учился на заочном отделении при Черновицком государственном университете.
С августа 1952 работал инспектором школ Новоселицкого района и стал членом компартии УССР.
В 1965 году переведён на работу в Черновицкое педучилище на должность учителя математики и заместителя директора по учебно-воспитательной работе. На работе проявил себя как знающий педагог-методист, умелый руководитель, настойчиво и эффективно работающий над совершенствованием учебно-воспитательного процесса в училище, над повышением качества подготовки и воспитания будущих педагогов и будущих работников детских дошкольных учреждений.
44 года работал на педагогическом поприще. В 1977—1992 годах был директором и учителем математики Черновицкой общеобразовательной школы № 6, в которой в 1985 году организовал профильное обучение по физике и математике.
Был депутатом Ленинского районного совета Черновцов, депутатом городского совета, областного советов депутатов, заместителем председателя комиссии по народному образованию при райисполкоме, членом научно-методического совета по начальному образованию при Министерстве образования УССР.
Умер 29 сентября 1994 года, похоронен на Центральном кладбище Черновцов на Аллее почётных горожан.

## Награды
- Отличник народного образования СССР;
- Отличник народного образования УССР;
- Заслуженный учитель Украины;
- Почётная грамота Президиума Верховного Совета УССР;
- Почётный гражданин города Черновцы (1988).
- Орден Отечественной войны 2 степени (1985)[2]